# 鲁道夫·安诺生
卡尔·鲁道夫·斯文·安诺生（丹麥語：Carl Rudolf Svend Andersen，1899年8月11日—1983年7月7日），丹麦前男子竞技体操运动员。他曾代表丹麦获得1920年夏季奥运会体操比赛男子团体自由式金牌。